# Imam

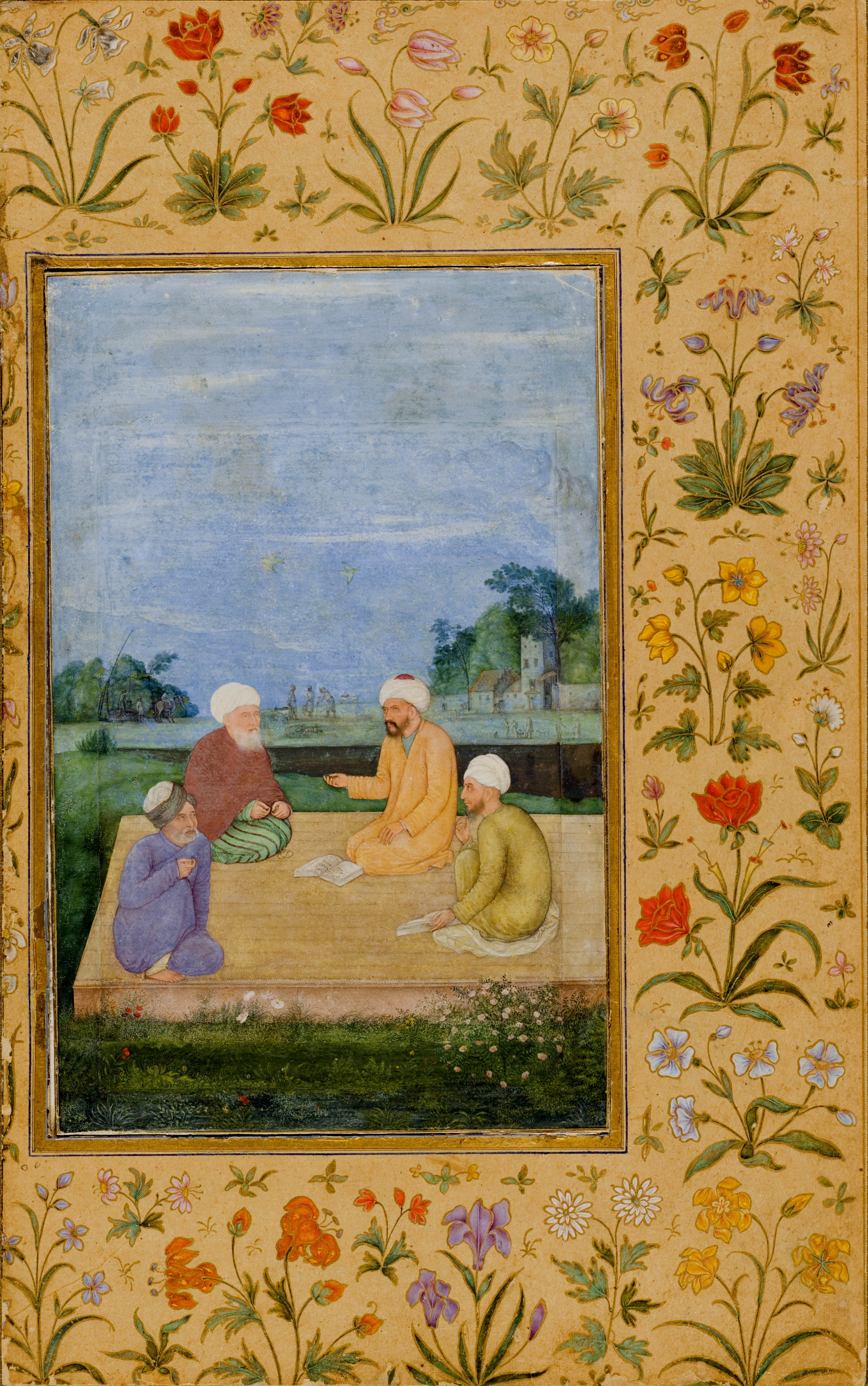
Các Imam người Mogul đang đàm đạo

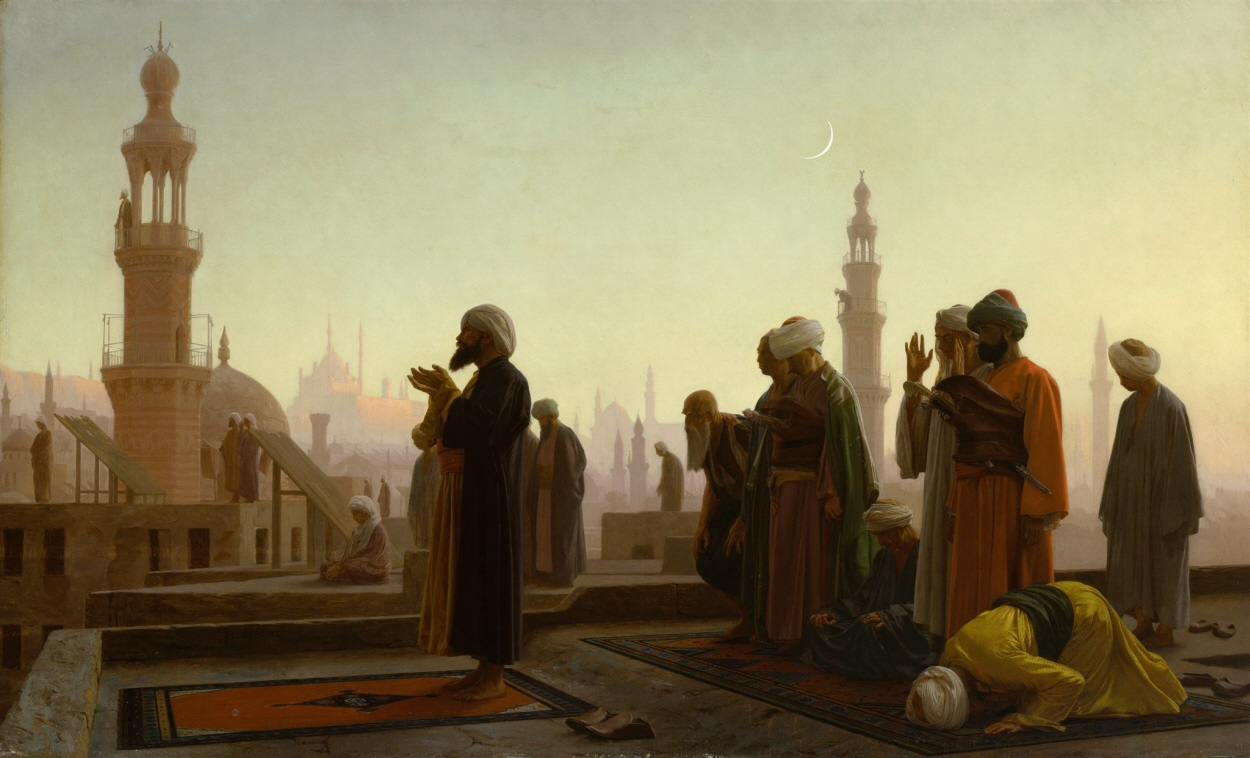
Giờ kinh ở Cairo, tranh của Jean-Léon Gérôme, 1865

Imam (tiếng Ả Rập: إمام, imām, phát âm tiếng Ả Rập: [ʔi.maːm]; số nhiều: أئمة, a'immah) là một chức vụ giáo sĩ của Islam giáo. Trong cộng đồng Islam giáo Sunni, Imam là chức danh của người đứng đầu giờ kinh tại một thánh đường Islam giáo. Trong cộng đồng này, các Imam sẽ điều hành giờ kinh Islam giáo (hướng dẫn tín hữu hành lễ), đảm nhiệm việc lãnh đạo cộng đoàn và hướng dẫn tín hữu trong các vấn đề tôn giáo. Vì vậy đối với phái Sunni, bất kỳ ai cũng có thể học tập giáo lý Islam giáo căn bản và đảm nhiệm chức vụ Imam.
Đối với đa số tín hữu Islam giáo Shi‘a, các Imam là các giáo sĩ tuyệt đối vô ngộ của cộng đồng Islam giáo, chỉ xếp sau tiên tri Muhammad. Các tín hữu phái Shi‘a cho rằng chức vụ Imam chỉ dành cho các thành viên Ahl al-Bayt (dòng họ của tiên tri Muhammad) và hậu duệ của họ. Nhánh Mười hai Imam của phái Shi‘a cho rằng có 14 Đấng Vô Ngộ, đó là tiên tri Muhammad, con gái út của Muhammad là Fatima cùng 12 vị Imam, với vị Imam xếp sau cùng là ông Muhammad al-Mahdi, người được cho là sẽ trở về vào thời sau hết. Tước hiệu này cũng từng được sử dụng bởi các Imam của Yemen thuộc Islam giáo Zaidi, những người về sau sẽ thành lập Vương quốc Mutawakkilite Yemen (1918–1970).

## Tác phẩm được trích dẫn
- Corbin, Henry (1993) [1964]. History of Islamic Philosophy (bằng tiếng Pháp). Sherrard, Liadain; Sherrard, Philip biên dịch. Luân Đôn; Kegan Paul International hợp tác với Nhà xuất bản Hồi giáo của Viện Nghiên cứu Ismaili. ISBN 0-7103-0416-1.